# Ramberg-Bäcklund-Reaktion
Bei der Ramberg-Bäcklund-Reaktion handelt es sich um eine Namensreaktion in der Organischen Chemie, die nach ihren schwedischen Entdeckern Ludwig Ramberg (1874–1940) und Birger Bäcklund benannt wurde. Die Reaktion ist eine Synthese für Alkene.

## Übersichtsreaktion
Bei der Reaktion wird ein α-halogeniertes Sulfon durch Umsetzung mit starker Base zu einem Alken umgesetzt.

## Mechanismus
α-Halogenierte Sulfone (hier mit dem Halogen Brom) werden mit Basen behandelt. Als Base wird hier das Hydroxid-Ion verwendet, das ein zur Sulfongruppe benachbartes Proton angreift, sodass ein Carbanion entsteht. Durch eine Nukleophile Substitution spaltet dieses Carbanion das Halogenid ab. Es entsteht ein instabiles Episulfonintermediat. Dieses spaltet Schwefeldioxid durch eine cheletrope Reaktion ab, es entsteht Olefin bzw. Alken. Überwiegend bildet sich das instabilere (Z)-Alken.
Die α-halogenierten Sulfone lassen sich aus Thioethern durch Umsetzung mit einem Halogenierungsmittel wie N-Chlor-succinimid und anschließende Oxidation am Schwefel erhalten. Als Basen werden neben den wässrigen Lösungen von Alkalihydroxiden auch Alkoholate oder Kalium-tert-butanolat in einem Ether eingesetzt.

## Verwendung
Die Ramberg-Bäcklund-Reaktion wird z. B. zur Synthese von gespannten ungesättigten Ringen verwendet.